# West Scio
West Scio az Amerikai Egyesült Államok északnyugati részén, Oregon állam Linn megyéjében, Sciótól 3 km-re nyugatra, a Jefferson–Scio- és West Scio utak csomópontjában elhelyezkedő statisztikai település. A 2010. évi népszámláláskor 120 lakosa volt. Területe 0,88 km², melynek 100%-a szárazföld.

## Népesség
A 2010-es népszámláláskor  120 lakója, 49 háztartása és 30 családja volt. A népsűrűség 136,4 fő/km2. A lakóegységek száma 51, sűrűségük 57,96 db/km2. A lakosok 85%-a fehér,  1,7%-a indián,  0,8%-a a Csendes-óceáni szigetekről származik,  12,5%-a pedig kettő vagy több etnikumú. A spanyol vagy latino származásúak aránya 8,3% (8,3% mexikói,   )
A háztartások 26,5%-ában élt 18 évnél fiatalabb. 38,8% házas, 8,2% egyedülálló nő, 14,3% egyedülálló férfi, 38,8% pedig nem család. 24,5% egyedül élt; 12,2%-uk 65 éves vagy idősebb. Egy háztartásban átlagosan 2,45 személy élt; a családok átlagmérete 2,9 fő.
A medián életkor 42,5 év volt. Lakóinak 20%-a 18 évesnél fiatalabb, 5% 18 és 24 év közötti, 22,5%-uk 25 és 44 év közötti, 29,2%-uk 45 és 64 év közötti, 17,5%-uk pedig 65 éves vagy idősebb. A lakosok 48,3%-a férfi, 51,7%-a pedig nő.